# Моряк-Рыболовское сельское поселение
Моряк-Рыболовское се́льское поселе́ние — сельское поселение в Ольгинском районе Приморского края.
Административный центр — посёлок Моряк-Рыболов.

## История
Статус и границы сельского поселения установлены Законом Приморского края от 11 октября 2004 года № 145-КЗ «Об Ольгинском муниципальном районе»

## Население
| 2008  | 2010  | 2011  | 2012  | 2013  | 2014  | 2015  |
| ----- | ----- | ----- | ----- | ----- | ----- | ----- |
| 1573  | ↘1415 | ↘1408 | ↘1335 | ↗1340 | ↘1300 | ↘1285 |
| 2016  | 2017  | 2018  | 2019  | 2020  | 2021  |       |
| ↘1254 | ↘1243 | ↘1217 | ↘1210 | ↘1190 | ↘975  |       |

## Состав сельского поселения
В состав сельского поселения входят 3 населённых пункта:
| № | Населённый пункт | Тип населённого пункта          | Население |
| - | ---------------- | ------------------------------- | --------- |
| 1 | Бровки           | деревня                         | ↗30       |
| 2 | Маргаритово      | село                            | ↘319      |
| 3 | Моряк-Рыболов    | посёлок, административный центр | ↘1066     |

## Местное самоуправление
Администрация
Адрес: 692457, пос. Моряк-Рыболов, ул. Пограничная, 5. Телефон: 8 (42376) 9-44-36
Глава администрации